# Pic Pančić
Pic Pančić (en serbi: Панчићев врх) és el punt més alt de la serralada de Kopaonik, a Sèrbia. El pic es troba a la frontera entre Sèrbia i Kosovo. Al costat de la torre de radio a la seva part superior està un monument dedicat a Josif Pančić. El pic té 2017 m d'altura, i es pot arribar a ell fàcilment des del complex turístic Konaci a peu. La part del pic de Pančić controlada per Sèrbia i la muntanya Kopaonik són part del Parc nacional Kopaonik. El pic de la muntanya va ser anomenat anteriorment Pic de Milà (Миланов врх, Milanov vrh) en honor del que va ser el primer rei de la Sèrbia moderna, Milà I de Sèrbia. El 7 de juliol de 1951 va rebre el nom del botànic serbi Josif Pančić, que està enterrat a la part superior en un petit mausoleu. Aquest va ser danyat el 1999 durant el bombardeig de l'OTAN sobre Iugoslàvia.